# Cukurfabrika
Cukurfabrika (łotewski: Stacija Cukurfabrika) – przystanek kolejowy w Jełgawie, na Łotwie. Znajduje się na 41 km linii Ryga – Jełgawa. Na przystanku zatrzymują się pociągi elektryczne relacji Ryga - Jełgawa.
W 2015 perony przystanku Cukurfabrika zostały zmodernizowane.

## Linie kolejowe
- Ryga – Jełgawa